# Destination Anywhere
Destination Anywhere é segundo álbum da carreira solo do vocalista Jon Bon Jovi, realizado no ano 1997.

## Faixas
1. "Queen Of New Orleans"
2. "Janie, Don't Take Your Love To Town"
3. "Midnight In Chelsea"
4. "Ugly"
5. "Staring At Your Window with A Suitcase In My Hand"
6. "Every Word Was A Piece Of My Heart"
7. "It's Just Me"
8. "Destination Anywhere"
9. "Learning How To Fall"
10. "Naked"
11. "Little City"
12. "August 7, 4:15"
13. "Cold Hard Heart" (Demo)
14. "I Talk to Jesus" (Demo)

Bonus Disc (Japan, USA, Brazil and Germany):
1. "Queen Of New Orleans" (Live)
2. "Midnight In Chelsea" (Live)
3. "Destination Anywhere" (Live)
4. "Ugly" (Live)
5. "It's Just Me" (Live)
6. "August 7, 4:15"
7. "Jail Break" (Live)
8. "Not Fade Away" (Live)
9. "Janie, Don't Take Your Love To Town" (Acoustic)